# Béné
Cet article possède un paronyme, voir Bene (homonymie).
Béné est un village du département et la commune rurale de Koper, situé dans la province de l’Ioba et la région du Sud-Ouest au Burkina Faso.

## Géographie

### Situation et environnement
Béné est situé à 6 km au nord de Koper et à environ 15 km à l’est de Dano, le chef-lieu provincial.

### Démographie
- En 2006, le village comptait 892 habitants recensés[1].

## Santé et éducation
Le centre de soins le plus proche de Béné est le centre de santé et de promotion sociale (CSPS) de Mémer tandis que le centre médical avec antenne chirurgicale (CMA) de la province se trouve à Dano.